# La Discusión
La Discusión S.A. es una empresa periodística chilena de la ciudad de Chillán que consta de un periódico, una radioemisora y una imprenta. Es el segundo periódico en circulación más antiguo de Chile, luego de El Mercurio de Valparaíso, y el tercero a nivel sudamericano tras El Peruano.

## Historia

### Antecedentes
La historia del periodismo escrito en la Región de Ñuble, parte con una colecta iniciada en 1855 por Clodomiro de la Cruz Bravo, para traer a la ciudad, una imprenta, con el fin de realizar un periódico. El objetivo se cumple el 8 de enero de 1857 con la publicación del primer periódico local titulado "El Ñuble", bajo la tutela de una imprenta de mismo nombre, sin embargo, duró hasta 1859. Su competidor fue "La Aurora de Ñuble", publicada por otra imprenta en 1858. Para el 2 de junio de 1860 se había creado el semanario "El Aviso" y "El Porvenir", ambos publicados por la imprenta Ñuble. Otros periódicos que nacieron a partir de entonces fueron: "El Cero" en 1861, "La Prensa" en 1863, "El Demócrata" en 1864 y "El Telégrafo" en 1868.

### Fundación
El periódico La Discusión, fue fundado el 5 de febrero de 1870 en Chillán, por el abogado Juan Ignacio Montenegro, quien el año anterior ya era propietario del "Banco de Montenegro y cía", junto al expresidente de Perú Mariano Ignacio Prado. El nombre del periódico surge a raíz de una situación particular, en la cual, en horas previas a su publicación oficial, Montenegro y quienes lo apoyaban en el proyecto, aún debatían por un nombre, tras varias horas, uno de ellos pregunta: ¿Hasta cuándo dura esta discusión?; a lo cual el dueño responde: "Ahí está, pongámosle La Discusión", haciendo alusión a lo que precisamente estaban haciendo ellos en ese instante.
Su primera edición fue acompañada de una editorial titulada "Prospecto" la cual estaba escrita utilizando la ortografía de Bello:

"Como su nombre lo indica, será consagrado a la discusión i estudio de todos los asuntos de interés jeneral. Al efecto, franqueará sus columnas a la manifestación de todas las opiniones sin otra condición que la de mantenerse a la altura necesaria, usando comedido lenguaje i evitando exajeraciones"
"Prospecto" de Juan Ignacio Montenegro

La Discusión inició sus publicaciones de manera semanal, sin embargo, entre 1872 y 1878, sus publicaciones fueron tres veces a la semana. Posterior a esa fecha, se convierte oficialmente en diario.
Una de las primeras publicaciones noticiosas relevantes a nivel local, fue la inauguración de la Estación Chillán, un 14 de abril de 1874, cual estaría acompañada al día siguiente con un accidente ferroviario, donde dos carros presentados el día anterior en Chillán, volcaron en Yumbel debido a la acumulación de arena en las vías ferroviarias, dejando cuatro fallecidos y seis heridos. Asimismo, el primer aviso publicitario, sería emitido en 1879, perteneciente a la Agencia de Alejandro de la Not, cual notificaba al lector de una subasta de un bogue y un carretón, realizada el 15 de febrero de dicho año, a un costado de la Iglesia de la Merced de Chillán.

### Dirección de Oyarzún
A partir de 1875, Ángel Custodio Oyarzún queda a cargo del periódico hasta su muerte en 1909. Al ser un periodista afiliado al Partido Demócrata, modificó la línea editorial del periódico a favor de sus convicciones políticas, publicando artículos relacionados con los gobiernos de turno, como también sobre la guerra del Pacífico. Si bien, a la llegada de José Manuel Balmaceda al gobierno, el partido se muestra a favor al presidente, no fue hasta el Incendio de los tranvías de Santiago de 1888, cuando el partido cambia de opinión y esto repercute en el periódico. El 2 de enero de 1891, previo al estallido de la guerra civil chilena de 1891, Oyarzún publica:

“El Jefe de uno de los poderes constitucionales que gobierna la nación, ha arrojado ya la careta que encubría su hipócrita semblante y ha lanzado a la faz del país, el reto más audaz y desvergonzado que gobernante alguno de Chile se había atrevido a realizar en los 60 años de vida republicana..." "No es de ninguna manera posible que el noble, el viril, el valiente pueblo chileno pueda soportar resignado y abatido el yugo ignominioso que un loco audaz se ha atrevido a arrojar sobre su altiva cerviz."
Editorial de Ángel Custodio Oyarzún, 2 de enero de 1981

Las opiniones vertidas en las editoriales entre el 2 y 6 de enero, costaron su detención por orden del gobierno, encabezado de manera local por el intendente de ese entonces, Eduardo Sánchez, sin embargo, al no encontrar rastro de Oyarzún, ni en su hogar, ni en las oficinas de La Discusión, el periódico es saqueado y clausurado hasta el día del suicidio de José Manuel Balmaceda. Ángel Oyarzún por su parte, fue detenido, trasladado a Santiago, y al retornar, se convierte en difusor principal de la persecución en contra de quienes estuvieron a favor de Balmaceda.

### Sociedades
A la muerte de Oyarzún, la dirección del periódico se mantuvo en una serie de sociedades que se mantuvieron leales a una dirigencia de pensamiento liberal, donde la primera de ellas estuvo integrada por Felidoro Tapia, Francisco Ramírez Ham, Nicanor Poblete y los hermanos Raurich. Parte de quienes fueron colaboradores de Oyarzún al interior del periódico, pensando que la nueva dirigencia no seguiría los ideales del difunto director, crearon un periódico paralelo de mismo nombre, cual estuvo disponible en los meses de junio y julio de 1909.
Posteriormente, Tapia junto a Teófilo Márquez forman una segunda sociedad que soportó una crisis económica, fusionándose con la sociedad que dirigía el periódico "El Diario Nuevo", dirigido por José Manuel Flores Millán y Julio Cerda Aguirre, quienes habían recibido este de parte de Julio Bascur Rubio. Es en esta época cuando, por iniciativa del mismo periódico, se crea una sala de lectura para el público, con el fin de aumentar la lectura para las clases populares, convirtiéndose en antecedente a lo que a futuro sería la Biblioteca Municipal de Chillán.
Una tercera sociedad dirigió el periódico, conformada por Tomás Menchaca Lira, José Miguel Sepúlveda Palacios y Sótero Mardones, quienes establecieron por primera vez, un cargo de director en La Discusión, separándola de la labor de propietario, es de esta forma que los primeros directores son Julio Araos Díaz, Julio Espinoza Araos, Humberto Gacitúa y Ricardo Bañares. A partir de 1920, la línea editorial cambia e integra columnas abiertas de diversos pensamientos.
Para el año del Centenario de Chile, La Discusión consigue publicar la primera fotografía, cual era de una pareja posando un paso de vals, para presentar un acto en el entonces, Teatro O'Higgins. En 1914, el Atentado de Sarajevo, cual detonó la Primera Guerra Mundial, llegó a través de telegrama con ocho días de retraso, situación similar ocurre posteriormente con el Golpe de Estado en España de julio de 1936, que da inicio a la guerra civil española.

### Dirección de Silva
En 1926, Ricardo Bañares fallece y es sucedido por Jorge Silva Silva como director propietario. Durante su dirección, las instalaciones pasaron por una serie de modernizaciones, como la implementación de los primeros colores, la instalación de una máquina dúplex y un taller de fotograbado, lo cual significó en una mejora en las ventas, consiguiendo por primera vez, cinco mil ejemplares comprados y sin devoluciones.
Para 1927, se impone la presidencia de Carlos Ibáñez del Campo en el gobierno, interviniendo en los medios de comunicaciones de Chile y coartando la libertad de prensa, censurando las disidencias a su poder, a lo cual el periódico contesta de la misma manera, censurando las informaciones otorgadas por el gobierno de Ibáñez.

### Dirección de Lagos

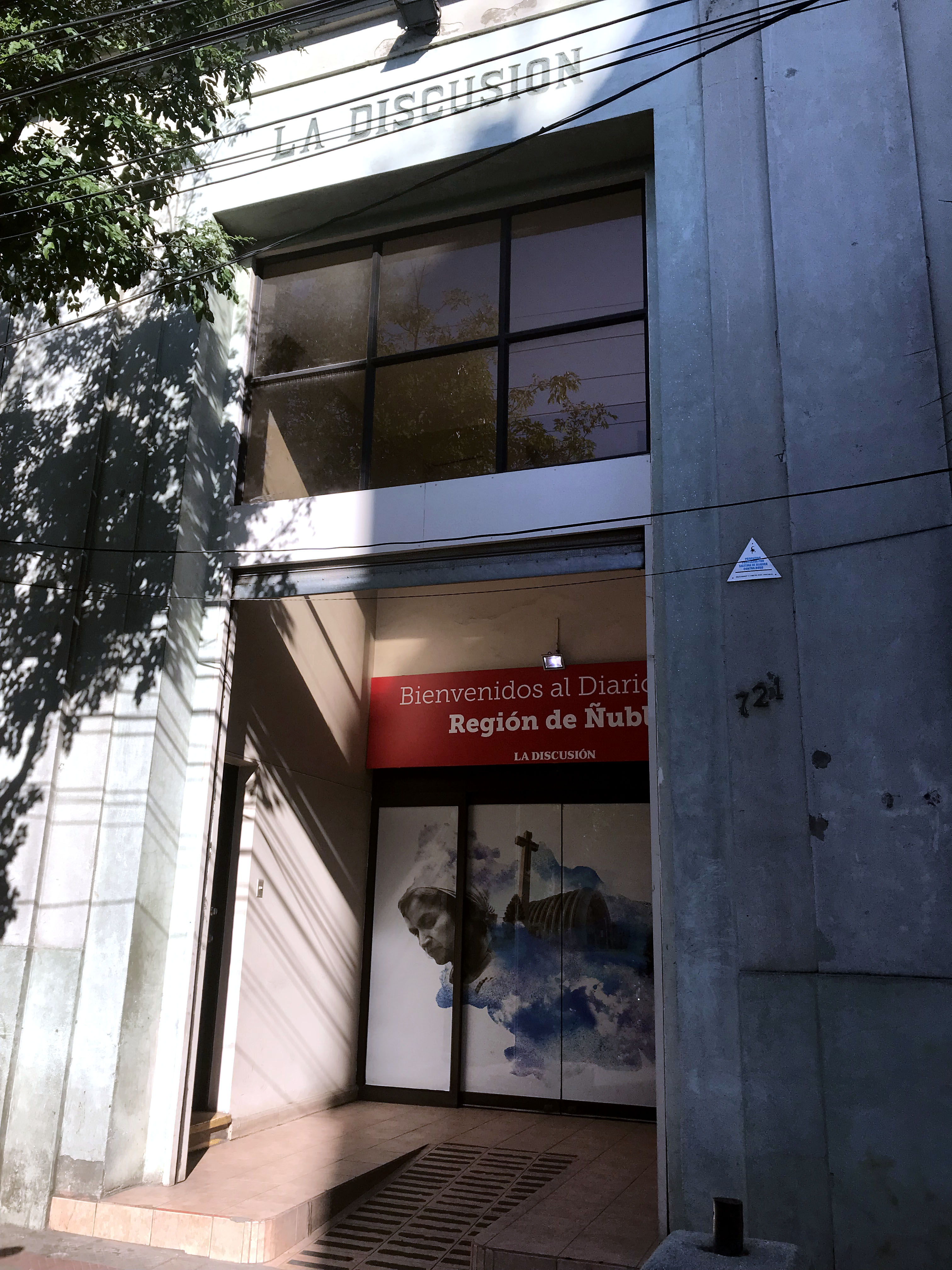
Entrada del diario La Discusión.

Luego de haber trabajado con Jorge Silva Silva, don Alfonso Lagos Villar adquiere el periódico el 24 de octubre de 1936, consiguiendo que sea publicado todos los días, y convirtiendo a La Discusión en empresa periodística, puesto que añadió la creación de la radioemisora homónima el 13 de noviembre de 1936, cual fue administrada por su esposa, Adriana Pagueguy.

"Reconstruyámonos ha de ser el grito de trabajo que ha de alentar y empujar el esfuerzo de todos. Reconstruirse ha de ser la universal aspiración."
Editorial “Reconstruyámonos” de La Discusión, 23 de marzo de 1939

Tras el Terremoto de Chillán de 1939, las oficinas de La Discusión quedaron completamente destruidas, sin embargo, el personal del periódico resultó ileso y las maquinarias del interior de la edificación, también resultaron sin daños. En primera instancia, la radioemisora fue restaurada en los terrenos del destruido Teatro Municipal de Chillán, a los pocos días y sirvió como instrumento para encontrar e informar sobre gente desaparecida. Posteriormente, en el mes de marzo de 1939, el periódico vuelve a circular en la ciudad, esta vez bajo una estructura temporal. No fue hasta que en 1942 se inaugurara su sede actual, cual hoy es conocida como el Edificio de La Discusión.
A pesar de las consecuencias nefastas para el periódico, esto no perjudicó a la publicidad emitida en el matutino, cual tuvo su primera fotografía publicitaria en 1940, destinada a promocionar la extinta tienda local Almacenes Mundiales. También cabe destacar, que a partir de esta década, los telegramas llegan de manera más expedita, consiguiendo en 1945, publicar los Bombardeos atómicos de Hiroshima y Nagasaki, con pocas horas de diferencia a lo acontecido. Ese mismo año, aquel nuevo edificio de La Discusión, contaría con un mural llamado "Historia de la Imprenta", creado por Noemí Mourgues, cual destacaría en su centro con un relieve del rostro de Johannes Gutenberg.
Durante la década de 1960, en el periódico, se distingue la sección de avisos económicos, destinada tanto a publicidad, como a ofertas laborales. La constante labor de Lagos Villar relacionada con las obras públicas y vida social local, fue premiada con el Premio Nacional de Periodismo en 1961, sin embargo, la alegría por el premio, fue opacada con la tristeza de la muerte de su única hija, Laura Lagos Pagueguy.
En 1968, un concurso de bandas locales patrocinado y emitido por la radioemisora dio por ganador a Los Ángeles Negros, siendo esta la primera presentación del grupo. El premio otorgado fue la grabación de su primera canción, una versión cover de Porque te quiero, la que volverían a grabar para su primer disco homónimo en 1969.
Para el centenario del periódico, ocurrido el 5 de febrero de 1970, su director es declarado Hijo Ilustre de Chillán, por el municipio local.

### Dictadura y Universidad de Concepción
Tras el Golpe de Estado en Chile de 1973, el periódico sufre una serie de censuras y modificaciones, limitando durante los primeros días de la Dictadura militar a la información a través de repartición de volantes en la ciudad. A raíz de las investigaciones realizadas por el asesinato del político chileno, Orlando Letelier, se reveló un informe en que se detallaba los movimientos bancarios de la Dirección de Inteligencia Nacional en 1975, donde aparecían entidades como el diario La Discusión, o la misma Universidad de Concepción, cual sería próximamente, propietaria del periódico.
El día 28 de agosto de 1976, Lagos Villar dona el periódico a la Universidad de Concepción, con la condición de que esta institución educacional, creara una beca para beneficiar a estudiantes de escasos recursos, la cual se tradujo en la creación de la Fundación Laura Lagos Pagueguy, cual otorga beneficios estudiantiles a quienes se integren a la Universidad de Concepción.

"Con sumo agrado me dirijo a usted para agradecerle y aceptar a nombre de nuestra Universidad, la donación que usted le ha hecho de una parte muy apreciable de sus bienes, constituida por la Empresa Diario La Discusión, Radio y Talleres Gráficos del mismo nombre, y por los bienes raíces en que ellos funcionan. Los términos bajo los cuales se efectúa la donación, han sido aceptados por esta Rectoría, en la forma estipulada en la escritura correspondiente, vale decir, con el compromiso de establecer la Fundación denominada Laura Lagos Pagueguy. Deseo finalmente expresarle que es nuestro propósito iniciar de inmediato las gestiones tendientes al establecimiento de la Fundación Laura Lagos Pagueguy, que sabemos y comprendemos que es su más cara aspiración y motivo fundamental de esta donación. Nuestro empeño estará también puesto en obtener que su tramitación legal se cumpla con la mayor celeridad.

A través de esta radio y de este periódico, espera la Universidad proyectarse más ampliamente en su obra educadora, que no solo debe estar reducida a "las enseñanzas académicas que se imparten en los claustros, sino salir al encuentro de los problemas de la ciudad y del campo, de las fuentes laborales y productivas”. Creemos que a pesar de la espectacular penetración de la imagen a través de la televisión, la función de la prensa escrita y hablada no ha terminado. Sigue siendo un entrenamiento constante para el servicio público. Y eso es lo que realmente interesa en esta etapa histórica en que el deseo profundo de todos los chilenos es construir una patria próspera, sin cabida para sentimientos subalternos. Por eso hemos dejado constancia, al igual que el señor Lagos de su generoso desprendimiento, de nuestra obligación de continuar editando La Discusión, con la mirada puesta en los intereses de la ciudad, de la región y del país"... "No pudo haber elegido mejor institución para que se hiciera cargo de las empresas.”
Heinrich Rochna, rector de la Universidad de Concepción, a Alfonso Lagos Villar, 19 de julio de 1976

Lagos Villar fallecería a los meses después de haber donado sus propiedades. La dirección del periódico entonces, queda a cargo de Tito Castillo Peralta, siendo sucedido en 1982 por Óscar Garrido. 
Es en este mismo año cuando el periódico es trasladado a Concepción, con la idea de crear un periódico macrozonal, sin embargo, la idea no fue recibida de buena manera en los habitantes de Chillán, ciudad en la cual se elevó los costos y cerró posibilidades de publicación, tanto para publicidad local como de obituarios, consiguiendo el distanciamiento con el público de la ciudad que vio nacer a La Discusión, a lo cual se sumó un elevado gasto económico por el traslado de ciudad, acentuado producto de la Crisis económica en Chile de 1982. Para 1984, con la llegada de Luis Villar Zarco a la dirección, surgen los primeros cambios drásticos en la empresa con el fin de acaparar costos, la radioemisora cambia de nombre a Radio Isabel Riquelme, acontecimiento que perduró más de una década, retomando su nombre original en 1999, mientras que el periódico deja de ser emitido los días lunes, disminuyendo su número de páginas, sin embargo, al no cambiar la situación y tras el paso de tres directores sin lograr objetivos positivos, el nuevo director, don Hernán Osses, consigue trasladar nuevamente a La Discusión a la ciudad de Chillán en 1986.
Debido a las presiones internacionales que ocurrían en ese instante, se permitió las expresiones públicas de personalidades opositoras al gobierno, cuales en La Discusión, fueron en columnas de opinión y cartas al director, representadas por Isidoro Tohá, Aldo Bernucci o Carlos Abel Jarpa, iniciando lentamente un proceso de pluralismo político en el periodismo.
Previo al Plebiscito nacional de Chile de 1988, Tito Castillo Peralta asume nuevamente en la dirección del periódico.

### Avances tecnológicos
En 1994, las noticias internacionales llegaban a La Discusión a través de teletipos, sistema que fue sustituido por internet, y en 1998, la empresa cuenta con su primera cámara fotográfica digital Sony Mavica. A la llegada del nuevo milenio, la empresa periodística cuenta con su primera página web, cual sería modificada en 2001, y ante la llegada de Rusell Cabrera Parada a la dirección de La Discusión en 2002, se inicia un proceso paulatino de insertar más colores, iniciando con la portada y la contraportada, siguiendo con imágenes y publicidades, para finalizar con aspectos de diseño de gráficos y párrafos. Para 2006, la impresión del periódico es cambiada a una imprenta rotativa traída de McMinnville, Estados Unidos.

## Directores
La siguiente lista, corresponde a los propietarios y directores de la empresa, además de la duración en el cargo:
| Propietario                                                                                | Director                                           | Duración           |
| ------------------------------------------------------------------------------------------ | -------------------------------------------------- | ------------------ |
| Juan Ignacio Montenegro                                                                    | Juan Ignacio Montenegro                            | 1870 - ?           |
| Sociedad de Diego Bórquez y José del Carmen Vargas                                         | Sociedad de Diego Bórquez y José del Carmen Vargas | ? - 1875           |
| Ángel Custodio Oyarzún                                                                     | Ángel Custodio Oyarzún                             | 1875 - 1909        |
| Sociedad de Felidoro Tapia Mendoza, Francisco Ramírez Ham, Nicanor Poblete y Hnos. Raurich |                                                    |                    |
| Sociedad de Felidoro Tapia Mendoza y Teófilo Márquez                                       | Robinson Bascur                                    |                    |
| Sociedad de Tomás Menchaca Lira, José Miguel Sepúlveda Palacios y Sótero Mardones          | Julio Araos Díaz                                   |                    |
| Sociedad de Tomás Menchaca Lira, José Miguel Sepúlveda Palacios y Sótero Mardones          | Julio Espinoza Araos                               |                    |
| Sociedad de Tomás Menchaca Lira, José Miguel Sepúlveda Palacios y Sótero Mardones          | Humberto Gacitúa                                   |                    |
| Sociedad de Tomás Menchaca Lira, José Miguel Sepúlveda Palacios y Sótero Mardones          | Ricardo Bañares                                    | ? - 1926           |
| Jorge Silva Silva                                                                          | Jorge Silva Silva                                  | 1926 - 1935        |
| Alfonso Lagos Villar                                                                       | Alfonso Lagos Villar                               | 1935 - 1976        |
| Universidad de Concepción                                                                  | Tito Castillo Peralta                              | 1976 - 1982        |
| Universidad de Concepción                                                                  | Óscar Garrido                                      | 1982 - 1984        |
| Universidad de Concepción                                                                  | Luis del Villar Zarco                              | 1984               |
| Universidad de Concepción                                                                  | Carlos Godoy Rojas                                 | 1984               |
| Universidad de Concepción                                                                  | Silvia Macchiavelo                                 | 1984 - 1985        |
| Universidad de Concepción                                                                  | Hernán Osses                                       | 1985 - 1988        |
| Universidad de Concepción                                                                  | Tito Castillo Peralta                              | 1988 - 2000        |
| Universidad de Concepción                                                                  | Marcos Parra Pino                                  | 2000 - 2002        |
| Universidad de Concepción                                                                  | Russell Cabrera Parada                             | 2002 - 2011        |
| Universidad de Concepción                                                                  | Francisco Martinic Figueroa                        | 2011 - En el cargo |